# La Belle Romaine
Pour plus de détails, voir Fiche technique et Distribution.

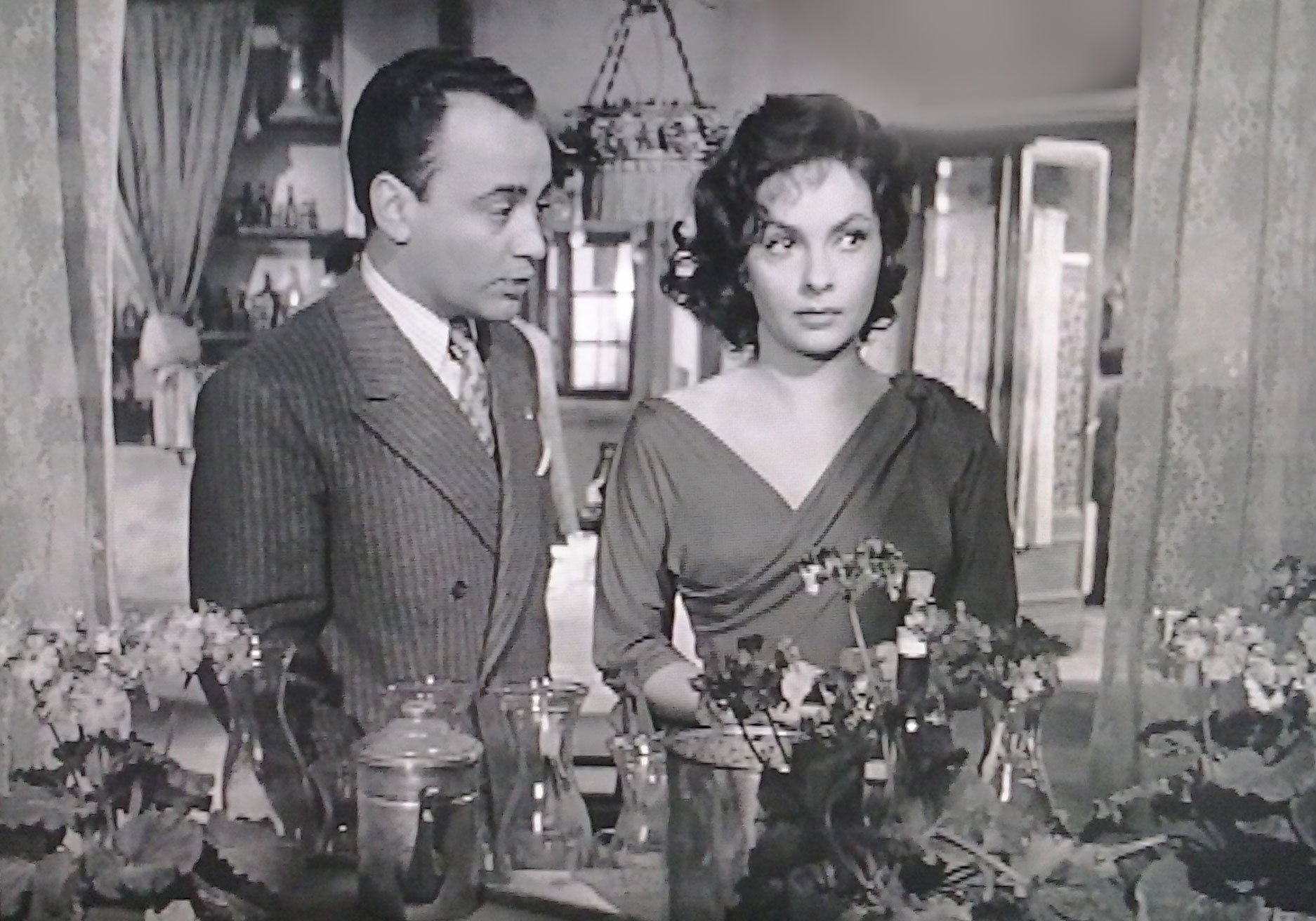
Raymond Pellegrin et Gina Lollobrigida

La Belle Romaine (titre original : La romana) est un film italien réalisé par Luigi Zampa, d'après le roman d'Alberto Moravia, sorti en salles en 1954. 

## Synopsis
Adriana (Gina Lollobrigida), très belle, est poussée par sa mère à poser pour un peintre. Elle y rencontre Gisella qui se fait entretenir par des hommes riches et lui présente Astarita (Raymond Pellegrin), un fonctionnaire fasciste qui, en la faisant boire, la séduit. Mais Adriana croit aimer Gino (Franco Fabrizzi), qui se fait d'abord passer pour un voyageur de commerce, alors qu'il est chauffeur auprès d'une riche famille. Astarita lui apprend de plus que Gino est marié et père d'une petite fille. Meurtrie, Adriana rompt et s'empare d'une luxueuse boîte appartenant à la patrone de Gino. 
Une femme de chambre étant soupçonnée, Adriana rend la boîte à Gino, mais celui-ci la revend à Sonzogno, un assassin, qui s'éprend également d'Adriana. Celle-ci sombre dans la prostitution lorsqu'elle rencontre Mino (Daniel Gélin), étudiant et militant antifasciste, dont elle tombe amoureuse et pour qui elle cache des documents politiques. Mais Mino est arrêté par la police et dénonce ses compagnons. Malgré les efforts d'Adriana auprès d'Astarita, Mino, torturé par le remords, se suicide et laisse Adriana enceinte de Sonzogno avec une lettre la recommandant auprès de ses parents. 
Mais Sonzogno, se méprenant, tue Astarita par jalousie, puis succombe aux tirs de la police.

## Fiche technique
- Titre : La Belle Romaine
- Titre original : La romana
- Réalisation : Luigi Zampa
- Assistants réalisateur : Leopoldo Savona, Luciano Martino et Paolo Bianchini
- Scénario : Alberto Moravia (roman), Luigi Zampa, Giorgio Bassani, Ennio Flaiano
- Photographie : Enzo Serafin
- Cadreur : Aldo Scavarda
- Montage : Eraldo Da Roma
- Musique : Franco Mannino, Enzo Masetti
- Son : Roy Mangano, Bruno Moreal
- Décors : Flavio Mogherini
- Société de Production : Excelsa Film, Omnium International du Film et Ponti-De Laurentiis Cinematografica
- Producteurs : Carlo Ponti, Dino De Laurentiis
- Pays d'origine :  Italie
- Langue : Italien
- Format : Noir et blanc — 35 mm — 1,37:1 — Son : Mono
- Genre : Film dramatique
- Durée : 108 minutes
- Dates de sortie :
  - Italie : 27 octobre 1954
  - France : 25 mai 1955
- Affiche : Marcel Jeanne (France)

## Distribution
- Gina Lollobrigida : Adriana
- Daniel Gélin : Mino, étudiant
- Franco Fabrizi : Gino, chauffeur
- Raymond Pellegrin : Astarita
- Riccardo Garrone : Giancarlo
- Pina Piovani : la mère d'Adriana
- Xenia Valderi : Gisella
- Renato Tontini : Carlo Sonzogno
- Gino Buzzanca : Riccardo
- Mariano Bottino : Tommaso
- Giuseppe Addobbati : Tullio
- Giovanni Di Benedetto : le peintre